# Apple Valley (Califòrnia)
Apple Valley és una població dels Estats Units a l'estat de Califòrnia. Segons el cens del 2008 tenia 72.922 habitants.

## Demografia
Segons el cens del 2000, Apple Valley tenia 54.239 habitants, 18.557 habitatges, i 14.363 famílies. La densitat de població era de 285,6 habitants/km².
Dels 18.557 habitatges en un 38,8% hi vivien nens de menys de 18 anys, en un 57,8% hi vivien parelles casades, en un 14,2% dones solteres, i en un 22,6% no eren unitats familiars. En el 18% dels habitatges hi vivien persones soles el 8,4% de les quals corresponia a persones de 65 anys o més que vivien soles. El nombre mitjà de persones vivint en cada habitatge era de 2,9 i el nombre mitjà de persones que vivien en cada família era de 3,27.
Per edats la població es repartia de la següent manera: un 31,6% tenia menys de 18 anys, un 7,8% entre 18 i 24, un 25,2% entre 25 i 44, un 21,7% de 45 a 60 i un 13,7% 65 anys o més.
L'edat mediana era de 35 anys. Per cada 100 dones de 18 o més anys hi havia 89,7 homes.
La renda mediana per habitatge era de 40.421 $ i la renda mediana per família de 45.070 $. Els homes tenien una renda mediana de 41.144 $ mentre que les dones 30.249 $. La renda per capita de la població era de 17.830 $. Entorn del 13,3% de les famílies i el 17,3% de la població estaven per davall del llindar de pobresa.

## Poblacions més properes
El següent diagrama mostra les poblacions més properes.